# Dannenbüttel
Dannenbüttel is een dorp in de Duitse gemeente Sassenburg in de deelstaat Nedersaksen. Het dorp ligt aan de Aller ten oosten van de stad Gifhorn. Dannenbüttel wordt voor het eerst vermeld in een geschrift van het klooster Corvey uit 888.
In 1974 fuseerde het dorp met een aantal omliggende gemeenten tot de gemeente Sassenburg.